# Jairo Patiño
Jairo Leonard Patiño Rosero (Cáli, 5 de abril de 1978) é um ex-futebolista profissional colombiano, que atuava como meia.

## Carreira

### Deportivo Cali
Jairo Patiño se profissionalizou no Deportivo Cali em 1998.

## Seleção
Jairo Patiño integrou a Seleção Colombiana de Futebol na Copa das Confederações de 2003.

## Estatísticas
Até 10 de abril de 2012.

### Clubes
| Clube             | Temporada         | Campeonato nacional | Campeonato nacional | Copa nacional[a] | Copa nacional[a] | Competições continentais[b] | Competições continentais[b] | Outros torneios[c] | Outros torneios[c] | Total | Total |
| Clube             | Temporada         | Jogos               | Gols                | Jogos            | Gols             | Jogos                       | Gols                        | Jogos              | Gols               | Jogos | Gols  |
| ----------------- | ----------------- | ------------------- | ------------------- | ---------------- | ---------------- | --------------------------- | --------------------------- | ------------------ | ------------------ | ----- | ----- |
| Atlético Nacional | 2012              | 0                   | 0                   | 0                | 0                | 0                           | 0                           | 0                  | 0                  | 0     | 0     |
| Atlético Nacional | Total             | 0                   | 0                   | 0                | 0                | 0                           | 0                           | 0                  | 0                  | 0     | 0     |
| Total na carreira | Total na carreira | 0                   | 0                   | 0                | 0                | 0                           | 0                           | 0                  | 0                  | 0     | 0     |

- a. ^ Jogos da Copa Colômbia
- b. ^ Jogos da Copa Libertadores
- c. ^ Jogos do Jogo amistoso

## Títulos
Atlético Nacional
- Torneo Apertura: 2007 e 2011

## Prêmios Individuais
Seleção Colombiana
- Copa Ouro da CONCACAF: 2005 - BEST XI